# Opolno-Zdrój
Opolno-Zdrój [ɔˈpɔlnɔ ˈzdrui][ɔˈpɔlnɔ ˈzdrui̯] (în germană Bad Oppelsdorf) este un sat în comuna Bogatynia, powiatul Zgorzelec, voievodatul Silezia Inferioară din sud-vestul Poloniei, în apropiere de granițele cu Republica Cehă și Germania. Anterior anului 1945 a aparținut Germaniei. După cel de-al Doilea Război Mondial populația de etnie germană a fost expulzată și înlocuită cu polonezi.
Această localitate se află la aproximativ 5 km sud-vest de Bogatynia, 31 km sud de Zgorzelec și 151 km vest de capitala regională Wrocław.
Satul are o populație de 1.100 locuitori.